# Drama de armario

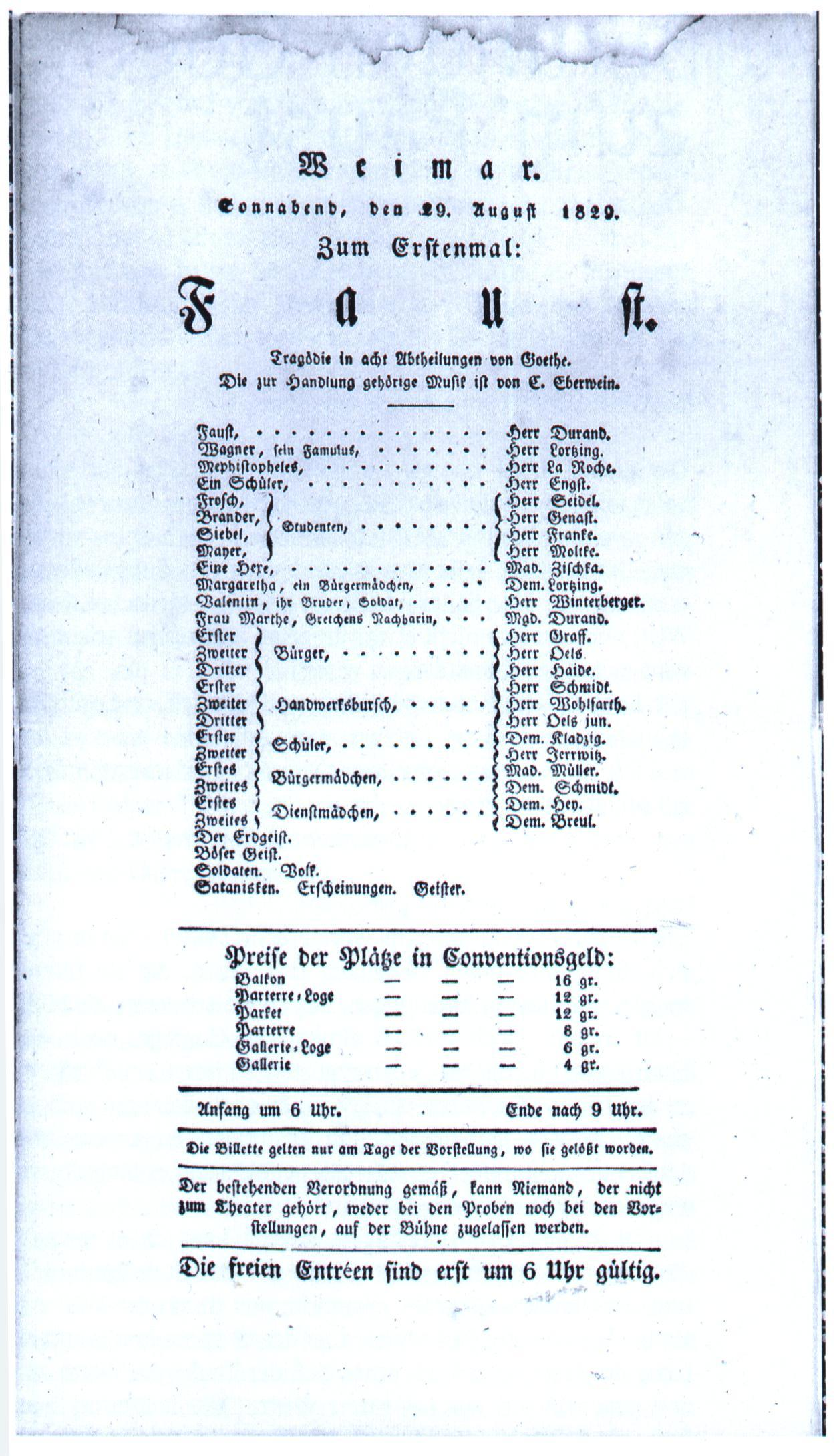
Fausto (1808), de Goethe, es un ejemplo clásico de drama de armario, aunque después se adaptase en los escenarios.

Un drama de armario (del inglés closet drama) o pieza para ser leída es una obra de teatro que no está destinada a ser representada en un escenario, sino a ser leída por un lector solitario o, a veces, en voz alta en un grupo pequeño. El contraste entre el drama de armario y las obras de teatro "escénicas" clásicas se remonta a finales del siglo XVIII. Si bien de naturaleza no performativa, el historiador literario Henry A. Beers considera que el drama de armario es "un producto bastante legítimo de arte literario".
El término es a veces traducido erróneamente del inglés como "teatro de cámara." Sin embargo, este último se define como "teatro experimental y artístico que se presenta en locales pequeños y, a menudo, en representaciones excepcionales," un sentido distinto al que tiene el término original en inglés.
Ejemplos típicos de este género son Samson Agonistes (1671) de John Milton y The Dynasts (1904-1908) de Thomas Hardy.

## Definición
Un drama de armario (u obra de teatro de armario) es una pieza u obra teatral creada principalmente para ser leída, más que para ser actuada. En términos más estrictos, los dramas de armario se definen como parte de un género de escritura dramática que no está preocupado por la técnica escénica. La escenificación es solo un aspecto del drama de armario: históricamente, los dramaturgos podían escoger el género "de armario" de la escritura dramática para evitar que sus obras fuesen censuradas, por ejemplo, en el caso de tragedias políticas. El drama de armario también se ha usado como un modo de escritura dramática para aquellos autores que no tenían acceso a los teatros comerciales, y en este contexto se ha llegado a asociar estrechamente con la obra de las primeras escritoras modernas. Los dramas de armario se publicaban en forma de manuscrito, incluyendo dramatis personae y elaboradas direcciones escénicas, lo que permitía a los lectores imaginar el texto como si se estuviera actuando. Esto creaba una "fusión inusualmente estrecha entre libro y lector, ya que intenta estimular la imaginación teatral". Los dramaturgos no tenían que preocuparse por la presión de impresionar a una audiencia en tanto su audiencia era la que ellos mismos elegían. Por tanto, se consideraba un estilo de escritura liberador.
Marta Straznicky describe a esta forma como "parte de una matriz cultural más amplia en la que se alinean espacios cerrados, comunidades interpretativas selectivas y disidencia política". La imprenta es el factor crucial tras los dramas de armario: "una obra de teatro que no está destinada a la representación comercial puede, sin embargo, cruzar entre la lectura de piezas teatrales privadas y la esfera pública" a través de este medio.

## Historia
Los diálogos filosóficos de antiguos escritores griegos y romanos como Platón (véase Diálogos socráticos) eran escritos en forma de conversaciones entre "personajes" y, en este sentido, son similares al drama de armario. Muchos de estos diálogos contienen poca acción pero con frecuencia son ricos en retórica filosófica.
Empezando por Friedrich von Schlegel, muchos autores han argumentado que las tragedias de Séneca el Joven en el siglo I d. C. fueron escritas para ser recitadas en grupos pequeños en vez de para ser representadas. Si bien tal teoría se ha generalizado ampliamente en la historia del teatro, no existe evidencia que respalde la afirmación de que estas obras estaban destinadas a ser leídas o recitadas en pequeñas reuniones de ricos. El emperador Nerón, pupilo de Séneca, pudo haber actuado en algunas de ellas. Parte de las obras de teatro de la Edad Media fueron del tipo drama de armario, como las piezas dramáticas o los poemas de debate en forma cuasi-dramática de Hroswitha de Gandersheim.

### Isabelino y jacobeo
Autores como Fulke Greville, Samuel Daniel, Sir William Alexander o Mary Sidney escribieron dramas de armario en la era de Shakespeare y Jonson.
Entre 1642 y 1660, el gobierno inglés prohibió las representaciones públicas. Durante este tiempo, la lectura de obras de teatro en voz alta se convirtió en un "sustituto" de ir al teatro. De esta manera, los dramaturgos se vieron impulsados a adoptar "objetivos propagandistas" en contra el parlamento y temas más allá del teatro en sus escritos, lo que significaba que leer tales obras podía ser considerado como un acto revolucionario. Sin embargo, los dramaturgos podían escribir con relativa seguridad, protegidos por los medios anónimos de impresión. Thomas Killigrew es un ejemplo de un dramaturgo durante este período que recurrió a los dramas de armario cuando sus obras ya no pudieron actuarse; estuvo exiliado de Inglaterra durante la Guerra Civil Inglesa.
Tras la Restauración en 1660, algunos escritores siguieron prefiriendo el drama de armario, demostrando que la forma "cumplía con una función cultural distinta a la de las obras de teatro comerciales". La obra de teatro Samson Agonistes, de John Milton, escrita en 1671, es un ejemplo de drama moderno temprano que nunca estuvo destinado a representarse en el escenario.

### sigloXIX
Varios dramas de armario en verso se escribieron en Europa después de 1800. Tales obras se inspiraron en gran medida en modelos clásicos.[cita requerida] Fausto, Parte 1 y Fausto, Parte 2 de Johann Wolfgang von Goethe, entre las piezas más aclamadas en la historia de la literatura alemana, fueron escritas como dramas de armario, si bien ambas obras han sido representadas con frecuencia en los escenarios. Lord Byron, Percy Bysshe Shelley y Alexander Pushkin dedicaron mucho tiempo a los dramas de armario.
La popularidad del drama de armario en esta época fue a la vez un signo y una reacción al declive de la tragedia en verso en los escenarios europeos en el siglo XIX. Los gustos populares en asuntos de teatro se estaban moviendo hacia el melodrama y la comedia, y había escaso atractivo comercial en la puesta en escena de tragedias en verso (si bien dramaturgos como Coleridge, Robert Browning y otros escribieron obras de teatro en verso que fueron representadas en teatros comerciales). Los dramaturgos que querían escribir tragedia en verso tuvieron que resignarse a escribir para sus lectores, en vez de para sus actores y público. El drama de armario del siglo XIX se convirtió en una forma poética más larga, desconectada del teatro práctico y la actuación.

## Mujeres en el drama de armario
En el período moderno temprano, las escritoras que no podían "usar su voz" en público podían en cambio enfatizar sus opiniones utilizando la forma del drama de armario. Esta vía de comunicación proporcionaba a las dramaturgas la capacidad de "participar en el discurso político sin exponer sus puntos de vista a un público indiscriminado", en tanto podían optar por restringir quiénes eran sus lectores. Con todo, las obras de estas mujeres podían estar influenciadas por las presiones y sucesos sociales.
Margaret Lucas Cavendish, autora de catorce volúmenes en folio, exploró escribir dramas de armario durante su exilio y se convirtió en una de las dramaturgas más conocidas gracias a su interés en la naturaleza filosófica. Aunque vivían en medio de una opresión relativa, las mujeres tenían que lidiar con los riesgos de la vergüenza y el rechazo públicos en sus esfuerzos por que su obra se reconociera.
Otras mujeres notables involucradas en el drama de armario incluyen a autoras como Anne Finch, Jane Lumley y Elizabeth Cary .